# NHL 1967/1968
Sezóna 1967/1968 byla 51. sezonou NHL. Vítězem Stanley Cupu se stal tým Montreal Canadiens.
Došlo k rozšíření původní šestice (Original Six), která byla neměnná od sezony 1942/43. Nováčky se stali: St. Louis Blues, Oakland Seals, Philadelphia Flyers, Minnesota North Stars, Pittsburgh Penguins, a Los Angeles Kings. Týmy byly rozděleny do dvou divizí - východní (v té zůstaly týmy originální šestice) a západní (tam byli zařazeni nováčci).
Rozšíření si také vyžádalo změnu hracího systému. Nejlepší čtyři týmy z každé divize postupovaly do play off, kde se nejprve utkali v rámci divizí a následně se vítězové play off obou divizí potkali ve finále Stanley Cupu. Všechny série byly čtyřzápasové.

## Konečné tabulky základní části

### Východní divize
| Tým                 | Z  | V  | P  | R  | B  | VG  | IG  |
| ------------------- | -- | -- | -- | -- | -- | --- | --- |
| Montreal Canadiens  | 74 | 42 | 22 | 10 | 94 | 236 | 167 |
| New York Rangers    | 74 | 39 | 23 | 12 | 90 | 226 | 183 |
| Boston Bruins       | 74 | 37 | 27 | 10 | 84 | 259 | 216 |
| Chicago Black Hawks | 74 | 32 | 26 | 16 | 80 | 212 | 222 |
| Toronto Maple Leafs | 74 | 33 | 31 | 10 | 76 | 209 | 176 |
| Detroit Red Wings   | 74 | 27 | 35 | 12 | 66 | 245 | 257 |

### Západní divize
| Tým                   | Z  | V  | P  | R  | B  | VG  | IG  |
| --------------------- | -- | -- | -- | -- | -- | --- | --- |
| Philadelphia Flyers   | 74 | 31 | 32 | 11 | 73 | 173 | 179 |
| Los Angeles Kings     | 74 | 31 | 33 | 10 | 72 | 200 | 224 |
| St. Louis Blues       | 74 | 27 | 31 | 16 | 70 | 177 | 191 |
| Minnesota North Stars | 74 | 27 | 32 | 15 | 69 | 191 | 226 |
| Pittsburgh Penguins   | 74 | 27 | 34 | 13 | 67 | 195 | 216 |
| Oakland Seals         | 74 | 15 | 42 | 17 | 47 | 153 | 219 |

## Play off
|  | Čtvrtfinále     | Čtvrtfinále           | Čtvrtfinále           |                 |                   | Semifinále         | Semifinále | Semifinále |  |  | Finále Stanley Cupu | Finále Stanley Cupu | Finále Stanley Cupu |
|  |                 |                       |                       |                 |                   |                    |            |            |  |  |                     |                     |                     |
|  | 1               | Montreal Canadiens    | 4                     |                 |                   |                    |            |            |  |  |                     |                     |                     |
|  | 3               | Boston Bruins         | 0                     |                 |                   |                    |            |            |  |  |                     |                     |                     |
|  | 3               | Boston Bruins         | 0                     |                 | 1                 | Montreal Canadiens | 4          |            |  |  |                     |                     |                     |
|  | Východní divize |                       |                       |                 | 1                 | Montreal Canadiens | 4          |            |  |  |                     |                     |                     |
|  |                 | 4                     | Chicago Black Hawks   | 1               |                   |                    |            |            |  |  |                     |                     |                     |
|  | 2               | 4                     | Chicago Black Hawks   | 1               | New York Rangers  | 2                  |            |            |  |  |                     |                     |                     |
|  | 2               |                       |                       |                 | New York Rangers  | 2                  |            |            |  |  |                     |                     |                     |
|  | 4               | Chicago Black Hawks   | 4                     |                 |                   |                    |            |            |  |  |                     |                     |                     |
|  |                 |                       |                       |                 |                   |                    |            |            |  |  | V1                  | Montreal Canadiens  | 4                   |
|  |                 |                       | Z3                    | St. Louis Blues | 0                 |                    |            |            |  |  |                     |                     |                     |
|  | 1               | Philadelphia Flyers   | 3                     |                 |                   |                    |            |            |  |  |                     |                     |                     |
|  | 3               | St. Louis Blues       | 4                     |                 |                   |                    |            |            |  |  |                     |                     |                     |
|  | 3               | St. Louis Blues       | 4                     |                 | 3                 | St. Louis Blues    | 4          |            |  |  |                     |                     |                     |
|  | Západní divize  |                       |                       |                 | 3                 | St. Louis Blues    | 4          |            |  |  |                     |                     |                     |
|  |                 | 4                     | Minnesota North Stars | 3               |                   |                    |            |            |  |  |                     |                     |                     |
|  | 2               | 4                     | Minnesota North Stars | 3               | Los Angeles Kings | 3                  |            |            |  |  |                     |                     |                     |
|  | 2               |                       |                       |                 | Los Angeles Kings | 3                  |            |            |  |  |                     |                     |                     |
|  | 4               | Minnesota North Stars | 4                     |                 |                   |                    |            |            |  |  |                     |                     |                     |

## Ocenění
| Prince of Wales Trophy:         | Montreal Canadiens                                              |
| Clarence S. Campbell Bowl:      | Philadelphia Flyers                                             |
| Art Ross Trophy:                | Stan Mikita, Chicago Black Hawks                                |
| Bill Masterton Memorial Trophy: | Claude Provost, Montreal Canadiens                              |
| Calder Memorial Trophy:         | Derek Sanderson, Boston Bruins                                  |
| Conn Smythe Trophy:             | Glenn Hall, St. Louis Blues                                     |
| Hart Memorial Trophy:           | Stan Mikita, Chicago Black Hawks                                |
| James Norris Memorial Trophy:   | Bobby Orr, Boston Bruins                                        |
| Lady Byng Memorial Trophy:      | Stan Mikita, Chicago Black Hawks                                |
| Plus-Minus Leader:              | Dallas Smith, Boston Bruins                                     |
| Vezina Trophy:                  | Rogatien Vachon & Gump Worsley, Montreal Canadiens              |
| Lester Patrick Trophy:          | Thomas F. Lockhart, Walter A. Brown, Generál John R. Kilpatrick |